# Ctenucha jonesi
Ctenucha jonesi là một loài bướm đêm thuộc phân họ Arctiinae, họ Erebidae.